# Giovanni Dandolo

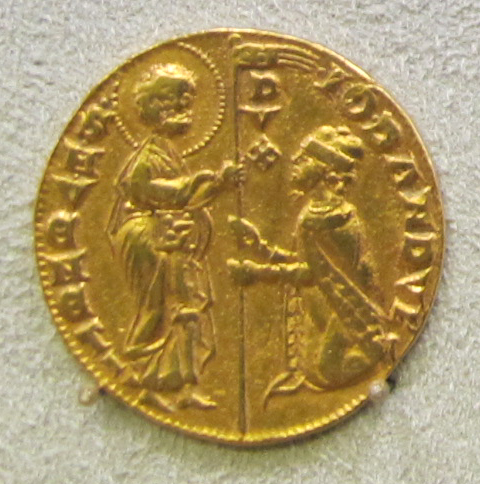
Die ersten Goldmünzen Venedigs wurden unter Giovanni Dandolo geprägt. „IO. DANDVLVS DVX“ kniet vor dem Evangelisten Markus

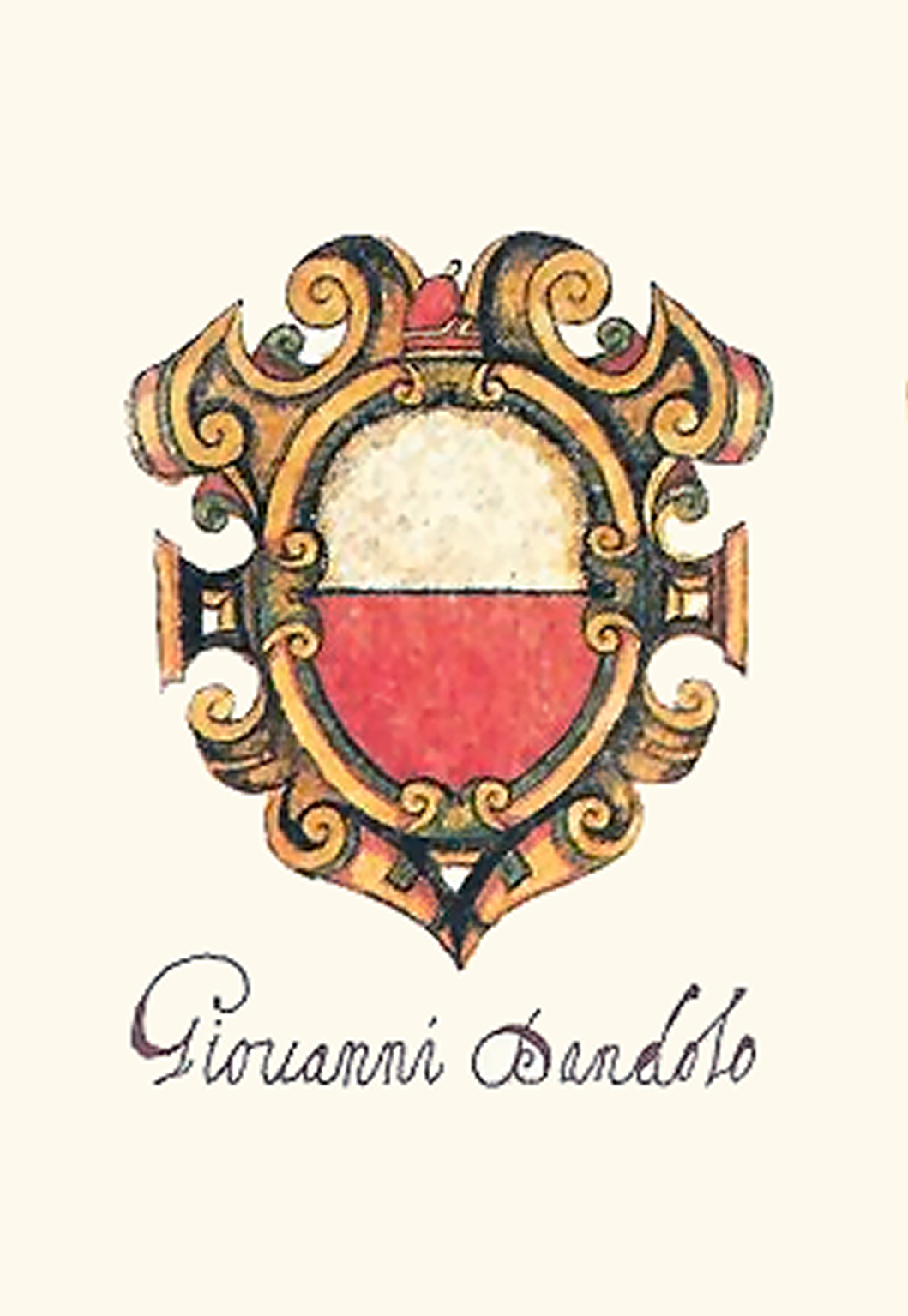
Wappen Giovanni Dandolos nach den Vorstellungen des frühen 17. Jahrhunderts

Giovanni Dandolo, auch Johannes († 2. November 1289 in Venedig), war, folgt man der staatlich gesteuerten Geschichtsschreibung der Republik Venedig, ihr 48. Doge. Er regierte von seiner Wahl am 25. März 1280 bis zu seinem Tod.
Während seiner Regierungszeit wurde der erste venezianische Golddukaten geprägt. Zu Konflikten kam es mit dem Papst um die Vorherrschaft in der Romagna und den angrenzenden Gebieten, auf Istrien mit den Städten, die mit Hilfe auswärtiger Mächte um mehr Unabhängigkeit rangen, auf Kreta, das 1283 bis 1299 einen Aufstand der dortigen Griechen erlebte. Ein Aufstand auf Sizilien, bekannt als Sizilianische Vesper, durchkreuzte die Pläne Karls von Anjou im Bund mit dem Papst, Byzanz erneut zu erobern, nachdem dort bereits zwischen 1204 und 1261 ein Lateinisches Kaiserreich bestanden hatte.

## Familie
Giovanni Dandolo entstammte einer einflussreichen venezianischen Familie, die insgesamt vier Dogen stellte: außer Giovanni, dem Urenkel des Enrico Dandolo, die Dogen Francesco Dandolo und Andrea Dandolo. Zwei Frauen der Familie waren mit Dogen verheiratet, nämlich Giovanna Dandolo mit Pasquale Malipiero und Zilia Dandolo mit Lorenzo Priuli.
Die adlige Familie gehörte zu einem Zweig der Dandolo, die in der Gemeinde San Moisè ansässig war. Giovanni war Sohn des Giberto, der die Genuesen in der Schlacht bei Settepozzi besiegt hatte. Seine Mutter war Maria di Gratone Dandolo di S. Polo. Entsprechend der älteren Chronistik der Republik war sein Großvater ein Giacomo. Daher ist die lange verbreitete Annahme, Giovanni Dandolo sei ein Nachfahre des Ranieri Dandolo gewesen, und damit Enrico Dandolo sein Urgroßvater, als falsch anzusehen.
Nach dem ältesten Manuskript des Marco Barbaro, einer gewaltigen Arbeit zur Genealogie der führenden Familien Venedigs, die sich heute in Wien befindet, hatte Giovanni Dandolo drei Söhne. Diese waren Andrea, genannt „il Calvo“ (‚der Kahle‘), der 1298 gegen die Genuesen als Capitano generale der venezianischen Flotte in der Schlacht bei Curzola unterlag. Zwei weitere Söhne namens Giovanni und Marco lassen sich ebenfalls in anderen Dokumenten nachweisen. Ein vierter Sohn namens Enrico, der in späteren Stammbäumen erscheint, findet sich jedoch in keiner zeitnahen Quelle. Das Gleiche gilt für eine Tochter namens Maria, die angeblich einen Gradenigo heiratete.

## Leben

### Ämter
Johannes war in Venedig ein sehr häufiger Name. In dieser Zeit lassen sich allein sechs namensgleiche Angehörige der Dandolo-Familie belegen, die im öffentlichen Leben agierten. Darunter befand sich neben dem späteren Dogen ein Johannes, Sohn des Ranieri di Rosso aus der Gemeinde S. Luca, der Sohn des Gesandten Tomaso bei der römischen Kurie im Jahr 1268, der Sohn Gratones, des Beraters des Dogen im Jahr 1268, der Sohn des Marino sowie der Sohn des Dandolo aus der Gemeinde S. Moisè.
Dennoch lassen sich einige Etappen seines Cursus honorum nachweisen. So war er 1266 als Gesandter in Genua, 1274 bis 1276 Bailò im syrischen San Giovanni d’Acri. 1277 saß er für ein Jahr im Großen Rat, dann erhielt er wiederum ein hohes Amt, dessen genaue Natur nicht bekannt ist. Zum Zeitpunkt seiner Wahl zum Dogen soll er nach einer Überlieferung des 14. Jahrhunderts Conte von Cherso und Ossero gewesen sein, nach späterer Überlieferung jedoch von Zara.
Einige der politischen Ämter eines Giovanni Dandolo lassen sich nicht mit der gleichen Sicherheit dem hier gemeinten Dandolo zuordnen. So war ein Giovanni Dandolo Podestà von Chioggia im Jahr 1265, Podestà von Bologna im Jahr 1267 und, kurz vor der Dogenwahl, von Capodistria. Ein Giovanni setzte sich an die Spitze des Dandolo-Clans, als es zu bitteren Auseinandersetzungen mit den Tiepolo kam, bei denen es zu Blutvergießen auf dem Markusplatz kam. Erst als Lorenzo Tiepolo 1268 Doge wurde, endeten diese Kämpfe.

### Dogenamt

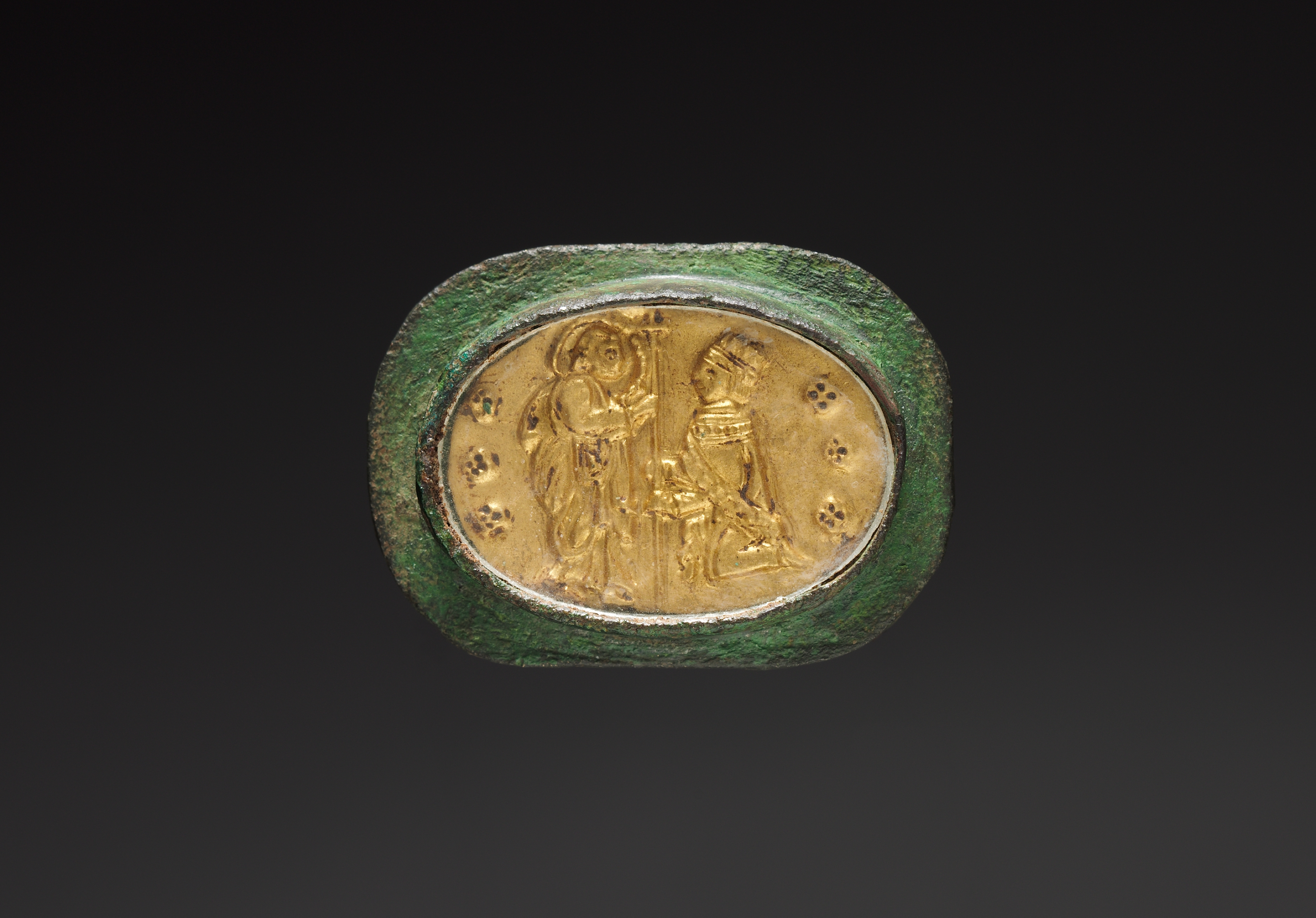
Brosche von 1295 mit einer Darstellung des Dogen Giovanni Dandolo kniend vor dem hl. Markus oder vor Christus, 3,4 mal 2,4 cm, Goldmedaillon unter Glas in einer Bronzespange, The Cleveland Museum of Art

Giovanni Dandolo wurde am 25. März 1280 zum Nachfolger des Dogen Jacopo Contarini gewählt. Wahrscheinlich schon im Jahr 1281 kam es zu einem Friedensschluss mit Ancona, der den langwierigen Konflikten mit der Konkurrentin für einige Zeit ein Ende setzte. Die militärischen Auseinandersetzungen, die er ebenfalls von seinem Vorgänger geerbt hatte, betrafen daneben auch Istrien. Dort unterstützte der Graf von Görz und der Patriarch von Aquileia die Unabhängigkeitsbestrebungen der Städte. 1281 musste sich Isola unterwerfen; es folgte 1283 Pirano. 1285 kam es zwar zu einem Friedensschluss, doch flackerten die Kämpfe, die erst unter Dandolos Nachfolger im Dogenamt ein Ende fanden, erneut auf.
Wie so oft, kam es auch unter dem neuen Dogen zu Konflikten mit dem Papst. Venedig wollte sich an einem Kreuzzug gegen Byzanz beteiligen, zu dem Papst Martin IV. für das Jahr 1283 mobilisieren wollte. Führende Teilnehmer sollten Karl I. von Anjou und König Philipp von Frankreich sein. Doch 1282 kam es zur Sizilianischen Vesper gegen Karls Herrschaft. Zugleich war es Venedig gelungen, die Beziehungen zu Konstantinopel wieder zu stabilisieren, sogar ein Bündnis zu schließen. Als nun Dandolo dem Patriarchen von Grado und dem gesamten, ihm unterstellten Klerus die Kreuzzugspredigt untersagte, ahndete der Papst dies mit dem Interdikt. Bis zu seinem Tod im Jahr 1285 hob der Papst diese gravierende Strafe nicht mehr auf. Erst sein Nachfolger Honorius IV. hob das Interdikt auf. 1289 ließ Venedig die Inquisition in seinem Herrschaftsgebiet nach langen Verhandlungen zu, wobei sich die Republik das Recht sicherte, das Eigentum der von dem dazugehörigen Gerichtshof Verurteilten einzuziehen.
1283 eröffnete sich auf Kreta ein neuer Kriegsschauplatz durch den Aufstand des Griechen Alexios Kalergis. Dieser wurde von Venedigs Konkurrenten um die Vorherrschaft im östlichen Mittelmeer, dem byzantinischen Kaiser Michael VIII. unterstützt. Diese Kämpfe zwangen die Republik zu Friedensverhandlungen mit Karl von Anjou und Philipp von Frankreich. Der Aufstand endete erst im Jahr 1299.
Unter Dandolo wurden die Bemühungen verstärkt, den Handel über die Alpen auszuweiten. Dies betraf Verbesserungen am Brenner, dem wichtigsten Pass über die Alpen, und der bedeutendsten Handelsstraße in den jenseits des Gebirges gelegenen Teil des Römisch-deutschen Reichs.

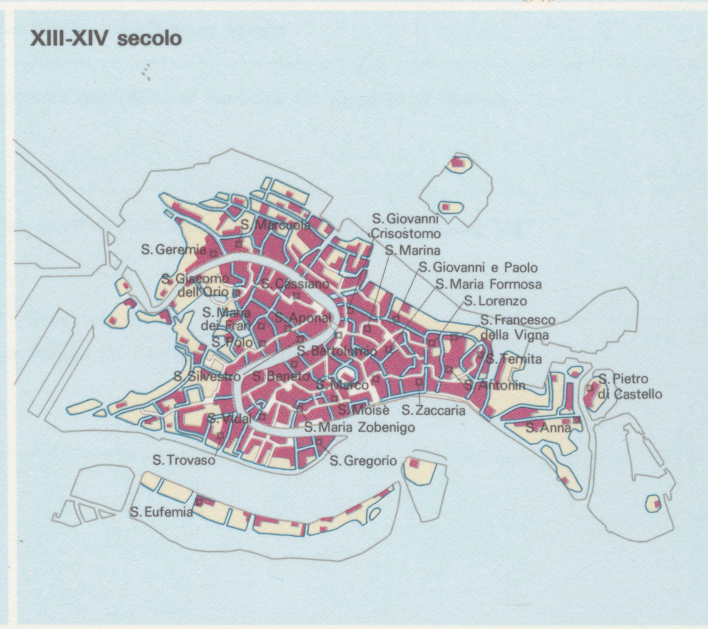
Karte der Inseln Venedigs im 13./14. Jahrhundert

Die Bemühungen seiner Vorgänger um eine Modernisierung der noch rudimentären Verwaltung setzte Giovanni Dandolo verstärkt fort. 1282 bis 1283 erarbeitete eine Juristenkommission Vorschläge für eine Verbesserung der wichtigsten Magistraturen. Bereits seit 1280 wurden die Redaktionen der Statuten, die 1242 erarbeitet worden waren, insofern erneuert, als dass alle noch gültigen Beschlüssen des Großen Rates dort eingearbeitet wurden.
Wirtschaftsgeschichtlich ist die Dogenherrschaft Dandolos mit einer weit reichenden Reform verbunden, die sehr eng mit Venedigs Rolle als Handelsdrehscheibe zusammenhing. Venezianer zahlten im Osten mit Silber und nahmen das dort umlaufende Gold wieder mit. Während Silber im Westen an Wert verlor, floss gleichzeitig das künstlich teuer gehaltene Silber nach Osten ab. Damit drohte Venedigs Handel in gewisser Weise die Eingliederung in die arabisch-byzantinische Welt, in der Gold vorherrschte, und damit der Verlust der Funktion als Handelsdrehscheibe durch Auszehrung seiner Silberreserven. Den konkurrierenden Städten Florenz und Genua erging es genauso. Sie ließen schon seit 1252 Gold- und Silbermünzen gleichzeitig zirkulieren. Venedig zögerte, da hier der Goldzustrom wesentlich geringer war. Für den Handel standen nun Silbergrossi und Golddukaten zur Verfügung.
1284 wurde der erste venezianische Golddukaten geprägt (vgl. Wirtschaftsgeschichte der Republik Venedig), später Zecchino genannt. Der Dukaten wurde bis zum Ende der Republik mit dem gleichen Gewicht (3,56 Gramm, 24 Karat, 0,997 Gramm Blei) gegossen. Den Namen erhielt er von der Inschrift auf der Rückseite Sit tibi Christe datus quem tu regis iste ducatus, die ein Bild Christi umrahmte. Die Vorderseite zeigte jeweils den regierenden Dogen kniend vor dem Stadtpatron, dem Heiligen Markus. Der Name Zecchino geht auf die Prägungsstätte zurück, die Zecca. Die Goldmünze wurde in ihrem Wertverhältnis zu den gleichfalls umlaufenden Silbermünzen festgelegt. So entsprach eine Goldmünze 40 Soldi, zwei Lire a grosso oder drei Lire di piccoli. Die beiden ersteren waren zu diesem Zeitpunkt bloße, nicht geprägte Rechnungseinheiten, die vor allem für die Trennung von Außen- und Binnenhandel von Bedeutung waren. In Venedig lief nur der Piccolo um. Eine Lira di piccoli entsprach 240 dieser Münzen. Ein Dukaten war also 720 dieser kleinen Silbermünzen wert. Ab Juni 1285 war ein Dukaten 18,5 Grossi wert.
Der Doge starb am 2. November 1289. Er wurde in San Zanipolo begraben. Das Grab ist nicht erhalten, nur eine Steinplatte mit einer Inschrift, eingemauert im linken Seitenschiff der Kirche, erinnert an den Dogen. Sein Grabmal existierte noch im 16. Jahrhundert.

### Rechtsetzende Quellen
- Roberto Cessi (Hrsg.): Liber Plegiorum & Acta Consilii Sapientum. In: Ders. (Hrsg.): Deliberazioni del Maggior Consiglio di Venezia. 3 Bände. Bd. I, Bologna 1950, S. 296; Bd. II, Bologna 1931, S. 160.
- Wolfgang Hagemann: Lettere originali dei dogi Ranieri Zeno (1253-1268) e Lorenzo Tiepolo (1268-1275) conservate nell’Archivio Diplomatico di Fermo. In: Ders: Studi e documenti per la storia del Fermano nell’età degli Svevi. Andrea Livi Editore, Fermo 2011, S. 333–357; auch in Studia picena. XXV (1957) S. 87–112, hier S. 107.

### Handels- und Wirtschaftsquellen
- Raimondo Morozzo della Rocca, Antonino Lombardo (Hrsg.): Documenti del commercio veneziano nei secoli XI–XIII. 2 Bände, II, Turin 1940, S. 389 f.
- Gottlieb Lukas Friedrich Tafel, Georg Martin Thomas (Hrsg.): Urkunden zur älteren Handels- und Staatsgeschichte der Republik Venedig (= Fontes Rerum Austriacarum. Abt. II. Diplomataria et Acta). 3 Bände, Bd. III,  Wien 1857, S. 32, 100.

### Genealogien
- Wien, Österreichische Nationalbibliothek, Vind. lat. 6155: Marco Barbaro, Famiglie nobili venete, I, f. 135v, 136v.
- Biblioteca Nazionale Marciana, Mss. It., cl. VII, 926 (= 8595): M. Barbaro, Fam. nobili ven. f. 26v.
- Biblioteca Nazionale Marciana, Mss. It., cl. VII, 16 (= 8305): G. A. Cappellari Vivaro, Il Campidoglio ven., II, f. 4v, 12.

### Erzählende Quellen
- Ester Pastorello (Hrsg.): Andrea Dandolo, Chronica per extensum descripta aa. 460-1280 d.C. (= Rerum Italicarum Scriptores. XII,1). 2. Auflage. Nicola Zanichelli, Bologna 1938, S. 314 f., 320, 322.
- Biblioteca Nazionale Marciana, Mss. It., cl. VII, 800 (= 7151): M. Sanuto, Le vite dei dogi, f. 136v–140r.
- Roberto Cessi, Fanny Bennato (Hrsg.): Venetiarum historia vulgo Petro Iustiniano Iustiniani filio adiudicata, Venedig 1964, S. 281, 299.
- Alberto Limentani (Hrsg.): Martin da Canal, Les estoires de Venise. Cronaca veneziana in lingua francese dalle origini al 1275, Olschki, Florenz 1972, S. 316–319, 322, 409 (vgl. Martino da Canale).

## Literatur

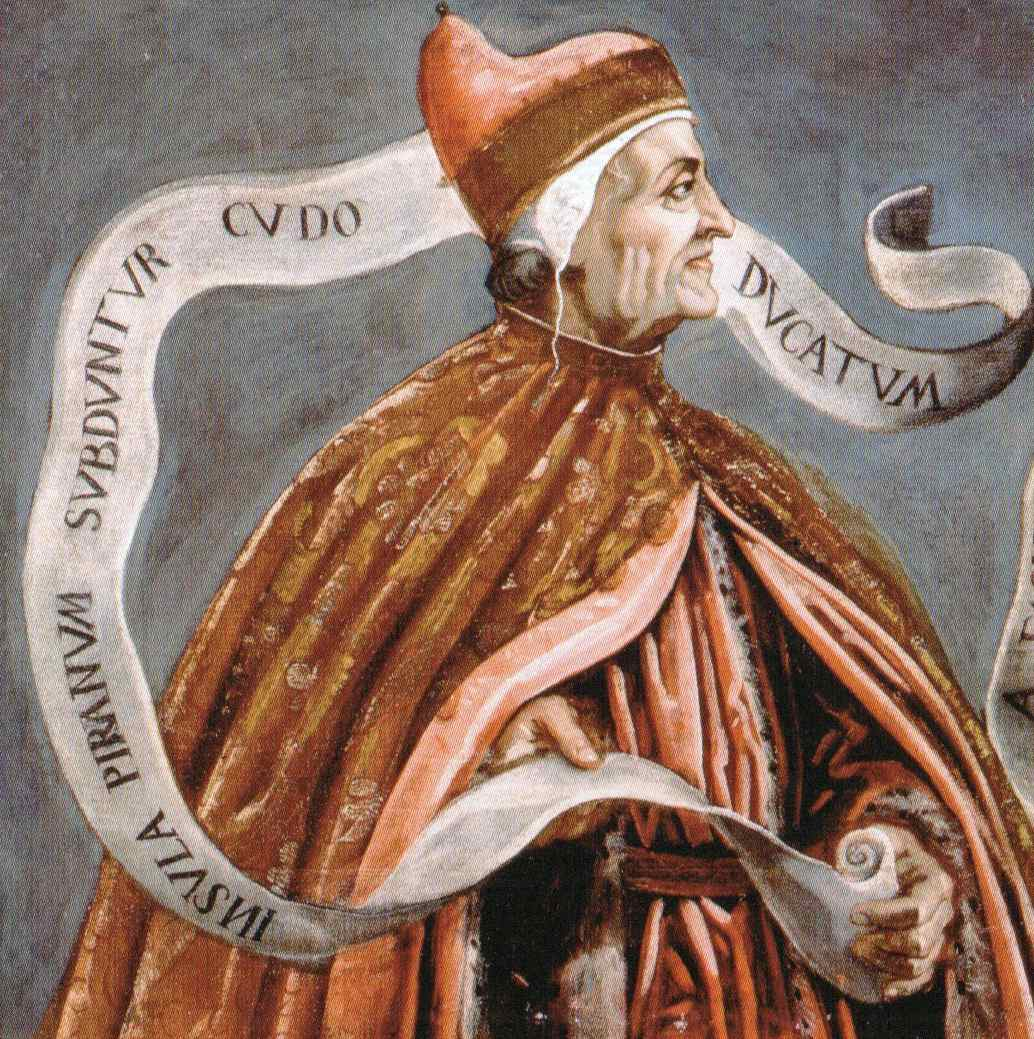
Domenico Tintoretto: Darstellung des Dogen im Dogenpalast, die in einem Spruchband seine Verdienste hervorhebt. Das Bildnis ist eines der 38 Doppel-Dogenporträts im Saal des Großen Rates.